# فلوريندا ميزا
فلوريندا ميزا غارسيا (الأسبانية:Florinda Meza García) (من مواليد جوتشيبيلا، زاكاتيكاس 8 فبراير 1949)، هي ممثلة وكاتبة مكسيكية. شارك في العديد من المسلسلات روبرتو غوميز بولانوس، حيث تم التعرف عليه بشكل رئيسي من قبل شخصياته دونا فلوريندا في سلسلة إل شافو ديل أوتشو، وشيمولترفيا في رسم «لوس كاكيطوس» لعرض الكوميديا «تشيسبيريتو».

## روابط خارجية
- فلوريندا ميزا على موقع IMDb (الإنجليزية)
- فلوريندا ميزا على موقع قاعدة بيانات الفيلم (الإنجليزية)